# 假黑轴凤丫蕨
假黑轴凤丫蕨（学名：Coniogramme pseudorobusta）为裸子蕨科凤丫蕨属下的一个种。

## 扩展阅读
- 維基物種上的相關：假黑轴凤丫蕨